# Гемінґвей та Ґеллгорн
Гемінґвей та Ґеллгорн (англ. Hemingway & Gellhorn) — американський біографічний телефільм компанії HBO, знятий режисером Філіпом Кауфманом у 2012 році. Фільм розповідає про взаємини двох талановитих людей сучасності — Марти Ґеллгорн та її чоловіка, письменника Ернеста Гемінґвея.

## Сюжет
Стрічка починається із зустрічі в 1936 році, у барі «Брудний Джо», двох відомих людей. Гемінґвей — відомий письменник, Ґеллгорн — прославлений військовий кореспондент.
Світ повільно сповзав у хаос Другої світової війни, Іспанія вже палала. Гемінґвей та Ґеллгорн вирушають у Іспанію, окремо один від одного, обидва вважають за свій обов'язок розповісти всю правду про громадянську війну 1936—1939 років. У Іспанії вони знову зустрічаються та віддаються своїм почуттям, не зупиняючись ні перед обітницею іншій жінці, ні перед думкою про світ. Незабаром після зустрічі, у 1940 році, вони одружилися.
Марта була єдиною з чотирьох дружин письменника, яка перша попросила розлучення. Також, саме вона стала натхненням для написання знаменитого роману Гемінґвей «По кому подзвін».

## У ролях
| Актор            | Роль                |
| ---------------- | ------------------- |
| Ніколь Кідман    | Марта Ґеллгорн      |
| Клайв Овен       | Ернест Гемінґвей    |
| Девід Стретейрн  | Джон Дос Пассос     |
| Ларс Ульріх      | Йоріс Івенс         |
| Моллі Паркер     | Полін Пфайффер      |
| Паркер Поузі     | Мері Велш Гемінґвей |
| Родріго Санторо  | Зарра               |
| Пітер Койот      | Максвелл Перкінс    |
| Роберт Дюваль    | російський генерал  |
| Тоні Шалуб       | Михайло Кольцов     |
| Сантьяго Кабрера | Роберт Капа         |

| Актор             | Роль             |
| ----------------- | ---------------- |
| Джоан Чень        | мадам Чан Кайші  |
| Айтор Інарра      | Феліпе Леон      |
| Ремі Обержене     | Джон Ферно       |
| Стівен Вііґ       | Сімо Гяюгя       |
| Марк Пеллегріно   | Макс Істмен      |
| Діана Бейкер      | мати Марти       |
| Малкольм Браунсон | Орсон Веллс      |
| Джеффрі Джонс     | Чарльз Колебо    |
| Саверіо Ґуерра    | Сідні Франлін    |
| Патрік Мепл       | Альфред Ґеллгорн |
| Айвон Колл        | стара циганка    |

## Нагороди та номінації
| Премія                                                  | Категорія                                                                              | Номінант | Результат |
| ------------------------------------------------------- | -------------------------------------------------------------------------------------- | --- | --------- |
| Премія Гільдії кіноакторів США                          | Премія Гільдії кіноакторів США за найкращу чоловічу роль у телефільмі або міні-серіалі | Клайв Овен | Номінація |
| Премія Гільдії кіноакторів США                          | Премія Гільдії кіноакторів США за найкращу жіночу роль у телефільмі або міні-серіалі   | Ніколь Кідман | Номінація |
| 64-та церемонія вручення Прайм-тайм премії «Еммі»       | Найкращий мінісеріал або фільм                                                         | Джеймс Гандольфіні, Александера Е.Райан, Барбара Тернер, Пітер Кауфман, Ненсі Сандерс, Тріш Гофманн, і Марк Армстронґ                                          | Номінація |
| 64-та церемонія вручення Прайм-тайм премії «Еммі»       | Найкращий актор у міні-серіалі або фільмі                                              | Клайв Овен | Номінація |
| 64-та церемонія вручення Прайм-тайм премії «Еммі»       | Найкраща акторка в міні-серіалі або фільмі                                             | Ніколь Кідман | Номінація |
| 64-та церемонія вручення Прайм-тайм премії «Еммі»       | Найкращий актор другого плану у міні-серіалі або фільмі                                | Девід Стретерін | Номінація |
| 64-та церемонія вручення Прайм-тайм премії «Еммі»       | Найкраща музична композицію для мінісеріалу або фільму                                 | Хав'єр Наваррете | Перемога  |
| 64-та церемонія вручення Прайм-тайм премії «Еммі»       | Найкраще редагування звуку для міні-серіалу або фільму                                 | Кім Фоскейто, Енді Малкольм, Кейсі Ланґфельдер, Піт Горнер, Джоанна Дінер, Ґоро Кояма, Стів Боеддекер, Пет Джексон, Дуглас Мюррей, Андреа С.Ґард, Даніель Лорі | Перемога  |
| 70-я церемонія вручення нагород премії «Золотий глобус» | Премія «Золотий глобус» за найкращу чоловічу роль — міні-серіал або телефільм          | Клайв Овен | Номінація |
| 70-я церемонія вручення нагород премії «Золотий глобус» | Премія «Золотий глобус» за найкращу жіночу роль — міні-серіал або телефільм            | Ніколь Кідман | Номінація |
| Премія Гільдія режисерів Америки                        | За видатні режисерські досягнення — Телефільм                                          | Філіп Кауфман | Номінація |
| Премія Гільдії сценаристів США                          | Найкращий оригінальний сценарій                                                        | Джеррі Стал та Барбара Тернер | Номінація |

## Про фільм
Зйомки почалися в березні 2011 року в Сан-Франциско. Реліз картини призначений на травень 2012 року. Світова прем'єра відбулася на 65-му Міжнародному Каннському кінофестивалі поза конкурсом 25 травня 2012. У понеділок, 28 травня 2012 року в США відбувся прем'єрний показ картини на кабельному телеканалі HBO.
В одному епізоді, біля готелю зупиняється танк Т-34-85, який під час Громадянської війни в Іспанії (1936—1939) ще не вироблявся.
Генерал Петров (Роберт Дюваль) носить на грудях Золоту зірку «Герой Радянського Союзу», перше нагородження якої відбулося 4 листопада 1939 року, до того моменту війна у Іспанії закінчилася. До того ж Генерал Петров одягнений в радянську військову форму, з відзнаками комкора. Справа в тому, що військові радники, відправлені з СРСР в допомогу республіканської армії всіляко приховували свої імена і приналежність до Червоної Армії.